# Kniahínivka
Kniahínivka (en ucraïnès Княгинівка, en rus Княгиневка, Kniaguínevka) és una vila de l'óblast de Luhansk a Ucraïna. Fins al 2020 era part de l'àrea municipal de Khrustalni, però avui dia és part del districte de Rovenkí i del municipi (hromada) de Khrustalni. Tanmateix, segons el sistema administratiu rus que controla la regió, Kniaguínevka continua pertanyent a l'àrea municipal de Khrustalni. El 2022 tenia 816 habitants.
La vila està ocupada per Rússia des de la Guerra al Donbàs, i és administrada com a part de la República Popular de Luhansk.

## Història
La vila es fundà el 1784. Rebé l'estatus d'assentament de tipus urbà el 1960.
L'estiu del 2014, durant la Guerra al Donbàs, les forces prorusses prengueren el control de Kniahínivka i des d'aleshores està controlada per la República Popular de Luhansk.